# Xynobius
Xynobius is een geslacht van insecten uit de orde vliesvleugeligen (Hymenoptera) en de familie schildwespen (Braconidae).

## Soorten
- X. aciculatus (Thomson, 1895)
- X. albicornis (Tobias, 1998)
- X. albobasalis van Achterberg, 2004
- X. allogastricus (Fischer, 1971)
- X. annulicornis (Ashmead, 1894)
- X. apii (Weng & Chen, 2005)
- X. arichisi (Fischer, 1971)
- X. atriceps (Ashmead, 1894)
- X. bogianus (Fischer, 1995)
- X. bulbutus (Papp, 1985)
- X. caelatus (Haliday, 1837)
- X. cincticornis (Gahan, 1915)
- X. cinctiventris (Fischer, 1959)
- X. claricoxa (Fischer, 1963)
- X. clypeatus (Jakimavicius, 1979)
- X. comatus (Wesmael, 1835)
- X. compremur (Fischer, 1988)
- X. consumptor (Tobias, 1998)
- X. coriacifacies (Fischer, 1998)
- X. cubitalis (Fischer, 1959)
- X. curtifemur (Fischer, 1961)
- X. christenseni (Papp, 1982)
- X. decoratus (Stelfox, 1949)
- X. demetrii (Fischer, 1971)
- X. diaplasticus (Fischer, 1971)
- X. discoidalis (Fischer, 1957)
- X. eburnicornis (Fischer, 1968)
- X. erythrorius (Fischer, 1973)
- X. flaviceps (Hellen, 1957)
- X. flavipes (Szepligeti, 1911)
- X. geniculatus (Thomson, 1895)
- X. gracilitergum (Fischer, 1990)
- X. grangeri (Fischer, 1963)
- X. granulatus van Achterberg, 2004
- X. granulosus (Jakimavicius, 1986)
- X. gravicornis (Fischer, 1964)
- X. holconotus (Fischer, 1958)
- X. humilithorax (Fischer, 1963)
- X. ignifer (Fischer, 1964)
- X. illatus (Fischer, 1966)
- X. indagatrix (Weng & Chen, 2005)
- X. japanus (Fischer, 1963)
- X. jimmiensis (Fischer, 1988)
- X. kamikochiensis (Fischer, 1963)
- X. kaszabi (Fischer, 1968)
- X. kieviensis (Fischer, 1998)
- X. knysnaensis (Fischer, 1971)
- X. kotenkoi (Fischer, 1998)
- X. kunashiricus (Fischer, 1998)
- X. laticella (Tobias, 1998)
- X. latisulcus van Achterberg, 2004

- X. leucotaenius (Viereck, 1913)
- X. linearis (Tobias, 1998)
- X. lineatus (Chen & Weng, 2005)
- X. lumpurensis (Fischer, 1966)
- X. macrocerus (Thomson, 1895)
- X. maculipes (Wesmael, 1835)
- X. malkini (Fischer, 1963)
- X. mandrakensis (Fischer, 1968)
- X. mesoniger (Jimenez Peydro, 1983)
- X. mitis (Chen & Weng, 2005)
- X. multiarculatus (Chen & Weng, 2005)
- X. nories (Fischer, 1984)
- X. notabilis (Fischer, 1958)
- X. parastranus (Fischer, 1988)
- X. partimstriatus (Fischer, 2000)
- X. phantasticus (Fischer, 1959)
- X. pilosiscutum (Fischer, 1962)
- X. pinigisanus (Fischer, 1971)
- X. poecilocornis (Tobias, 1998)
- X. polyzonius (Wesmael, 1835)
- X. punctipleuris (Tobias, 1998)
- X. quequensis (Fischer, 1983)
- X. quirini (Fischer, 1971)
- X. rhytitheca (Tobias, 1998)
- X. rudis (Wesmael, 1835)
- X. rugosiphilus (Fischer, 1968)
- X. rustenburgensis (Fischer, 1971)
- X. scutellatus (Fischer, 1962)
- X. schlicki (Fischer, 1964)
- X. semibitomus (Tobias, 1998)
- X. severini (Fischer, 1964)
- X. signatinotum (Fischer, 1966)
- X. silenis Fischer, 1967
- X. sixti (Fischer, 1971)
- X. speciosigaster (Fischer, 1968)
- X. sternocarinatus (Fischer, 2000)
- X. stigmaticus (Fischer, 1958)
- X. stipitatus (Tobias, 1998)
- X. stranus (Fischer, 1968)
- X. subcomatus (Tobias, 1998)
- X. sublinearis (Tobias, 1998)
- X. tenuicornis (Thomson, 1895)
- X. thomsoni (Fischer, 1971)
- X. transitus (Papp, 1985)
- X. transversus (Tobias, 1998)
- X. trudperti (Fischer, 1971)
- X. tutus (Fischer, 1977)
- X. ugandanus (Fischer, 1963)
- X. umblicatus (Tobias, 1998)
- X. zephyrini (Fischer, 1971)